# Cousas
Cousas (en castellano: Cosas) es una colección de cuarenta y cinco relatos breves satíricos del escritor Castelao en donde se presentan las actividades socioculturales de la Galicia de su época. 

## Temática
El texto es crítico con la sociedad de la época, resaltando las dificultades de la vida de los gallegos de entonces obligados a la emigración y angustiados por la pobreza. También hace alusión a la amargura del regreso de los emigrantes que volvían de América. En cada relato se incluye una pintura del propio autor, que resalta su momento culminante. 

## Estilo
Cousas sigue el estilo típico de Castelao, breve, conciso, sin pararse en descripciones; en definitiva lo que se podría llamar una prosa sustantiva dado que siempre va a la acción del relato. Se puede apreciar un cierto lirismo en la forma de escribir las frases. Los relatos concentran todo su clímax en las últimas frases, estilo típico también del lirismo.
- Datos: Q3313743